# Trampin’
Trampin’ (рус. Скитание) — студийный альбом Патти Смит, вышедший в 2004 году на лейбле Columbia Records. Журнал «Rolling Stone» включил его в список 50-и лучших альбомов года.

## Список композиций
| #  | Название             | Композитор                                 | Длина |
| -- | -------------------- | ------------------------------------------ | ----- |
| 1  | «Jubilee»            | Patti Smith, Lenny Kaye, Jay Dee Daugherty | 4:43  |
| 2  | «Mother Rose»        | Smith, Tony Shanahan                       | 4:56  |
| 3  | «Stride of the Mind» | Smith, Oliver Ray                          | 3:37  |
| 4  | «Cartwheels»         | Smith, Kaye                                | 6:01  |
| 5  | «Gandhi»             | Smith, Kaye, Daugherty, Shanahan, Ray      | 9:21  |
| 6  | «Trespasses»         | Smith, Daugherty                           | 5:00  |
| 7  | «My Blakean Year»    | Smith                                      | 5:16  |
| 8  | «Cash»               | Smith, Ray                                 | 4:20  |
| 9  | «Peaceable Kingdom»  | Smith, Shanahan                            | 5:09  |
| 10 | «Radio Baghdad»      | Smith, Ray                                 | 12:17 |
| 11 | «Trampin'»           | traditional                                | 2:56  |

## Песни
- Композицию «Cartwheels» певица посвятила Джесс, своей 16-летней дочери[3]. В песне «Trampin'» девушка аккомпанировала ей на фортепиано.
- «My Blakean Year» стала одной из немногих песен Смит, написанной без участия её товарищей по Patti Smith Group; по словам певицы, на её написание её вдохновило творчество Уильяма Блейка [4]. B песне появляется цитата из его стихотворения «The Divine Image»: «For Mercy has a human heart/Pity a human face/ And Love, the human form divine/And Peace, the human dress» (в переводе В. Топорова: «И наше сердце у Добра,/И наш - Смиренья взгляд,/И в нашем образе - Любовь,/Мир - наш нательный плат»).
- Заглавие песни «Radio Baghdad» («Радио Багдад») является отсылкой к композиции «Radio Ethiopia» с одноименного альбома Смит. Подобно «Radio Ethiopia», «Radio Baghdad» представляет собой сложную экспериментальную композицию, продолжающуюся более 10 минут. На своем официальном сайте в комментарии к этой песне Смит упомянула о бомбардировке Багдада в 2003 г.: «Оружие массового поражения, ставшее для Буша поводом к войне, так и не было найдено, а борьба с терроризмом, о которой он постоянно говорит, чтобы как-то оправдать то, что он нарушает права человека, только приводит к росту террористических актов»[5]. Певица уже не раз выступала против войны в Ираке, называя происходящее «вопиющим нарушением прав человека»; в 2004 г. она приняла участие в антивоенном турне Ральфа Нейдера, призывающем к импичменту Джорджа Буша.

## Участники записи
- Патти Смит — вокал, кларнет
- Ленни Кей — гитара
- Джей Ди Доерти — ударные, гитара
- Оливер Рэй — гитара, клавишные, графический дизайн
- Тони Шэнэхан — бас-гитара, клавишные, орган Хаммонда, бэк-вокал

## Чарты
| Чарт (2004)    | Позиция |
| -------------- | ------- |
| США            | 123     |
| Великобритания | 70      |
| Германия       | 36      |
| Италия         | 19      |
| Норвегия       | 18      |
| Франция        | 23      |
| Швейцария      | 48      |
| Швеция         | 16      |